# Leptodactylus diedrus
Leptodactylus diedrus là một loài ếch trong họ Leptodactylidae. Tên gọi bản địa của nó là sapito confuso ("confused toadlet").
Nó được tìm thấy ở Brasil, Colombia, Venezuela, và có thể Peru.
Các môi trường sống tự nhiên của chúng là các khu rừng ẩm ướt đất thấp nhiệt đới hoặc cận nhiệt đới, đầm nước nhiệt đới hoặc cận nhiệt đới, đầm nước ngọt, đầm nước ngọt có nước theo mùa, và vùng nhiều đá.